# Friedrich Wilhelm von Erdmannsdorff
Friedrich Wilhelm Freiherr von Erdmannsdorff (ur. 18 maja 1736 w Dreźnie, zm. 9 marca 1800 w Dessau) – niemiecki architekt, działający głównie na terenie księstwa Dessau-Anhalt, przedstawiciel niemieckiego wczesnego klasycyzmu. Zaprojektował pałac Wörlitz – pierwszy w stylu klasycystycznym na terenie Niemiec. Jego uczniem był Friedrich Gilly, późniejszy nauczyciel Karola Fryderyka Schinkla.

## Życiorys
Von Erdmannsdorff był synem Ernsta Ferdinanda von Erdmannsdorffa – architekta (niem. Hofbaumeister) na dworze księcia von Dessau-Anhalt.
W latach 1754–1757 studiował na uniwersytecie w Wittenberdze historię, filozofię i językoznawstwo. W 1761–1762 pojechał w pierwszą podróż studyjną do Włochy, odwiedzając Wenecję i Florencję, gdzie zapoznał się z włoską sztuką i architekturą i zaczął sporządzać pierwsze szkice. W trakcie studiów w Wittenberdze poznał księcia Franza von Anhalt-Dessau, z którym odbył liczne podróże studyjne. Po zakończeniu wojny siedmioletniej, w latach 1763–1764 towarzyszył Franzowi w podróży do Anglii. Celem podróży obok zaznajomienia się z trendami w sztuce i architekturze były studia nad gospodarką, szczególnie nad angielskim rolnictwem, handlem, rzemiosłem oraz zapoznanie się z działalnością manufaktur. Po powrocie do kraju, Franz wprowadził podpatrzone w Anglii nowe metody gospodarowania, m.in. nowoczesne techniki uprawy w rolnictwie i ogrodnictwie, zreorganizował armię i służbę zdrowia, zreformował system szkolny. Za jego panowania Dessau stało się centrum myśli oświeceniowej. Podczas pobytu w Anglii von Erdmannsdorff studiował angielską literaturę o budowlach antycznych, zapoznał się z dziełami angielskich architektów, m.in. Williama Chambersa oraz braci Johna, Roberta i Jamesa Adamów. Po powrocie zajął się tłumaczeniem dzieła Witruwiusza o architekturze antycznej, którego jednak nie ukończył. W latach 1765–1766 towarzyszył Franzowi w rocznej Grand Tour po Włoszech, Niderlandach, Francji i Anglii. W Rzymie znalazł się pod wpływem niemieckiego archeologa i historyka sztuki Johanna Joachima Winckelmanna, studiował również architekturę u Charles’a-Louisa Clérisseaua, prekursora architektury klasycystycznej w Anglii. Po powrocie przeprojektował wnętrza Wielkiej Sali i Owalnego Kabinetu w pałacu w Dessau.

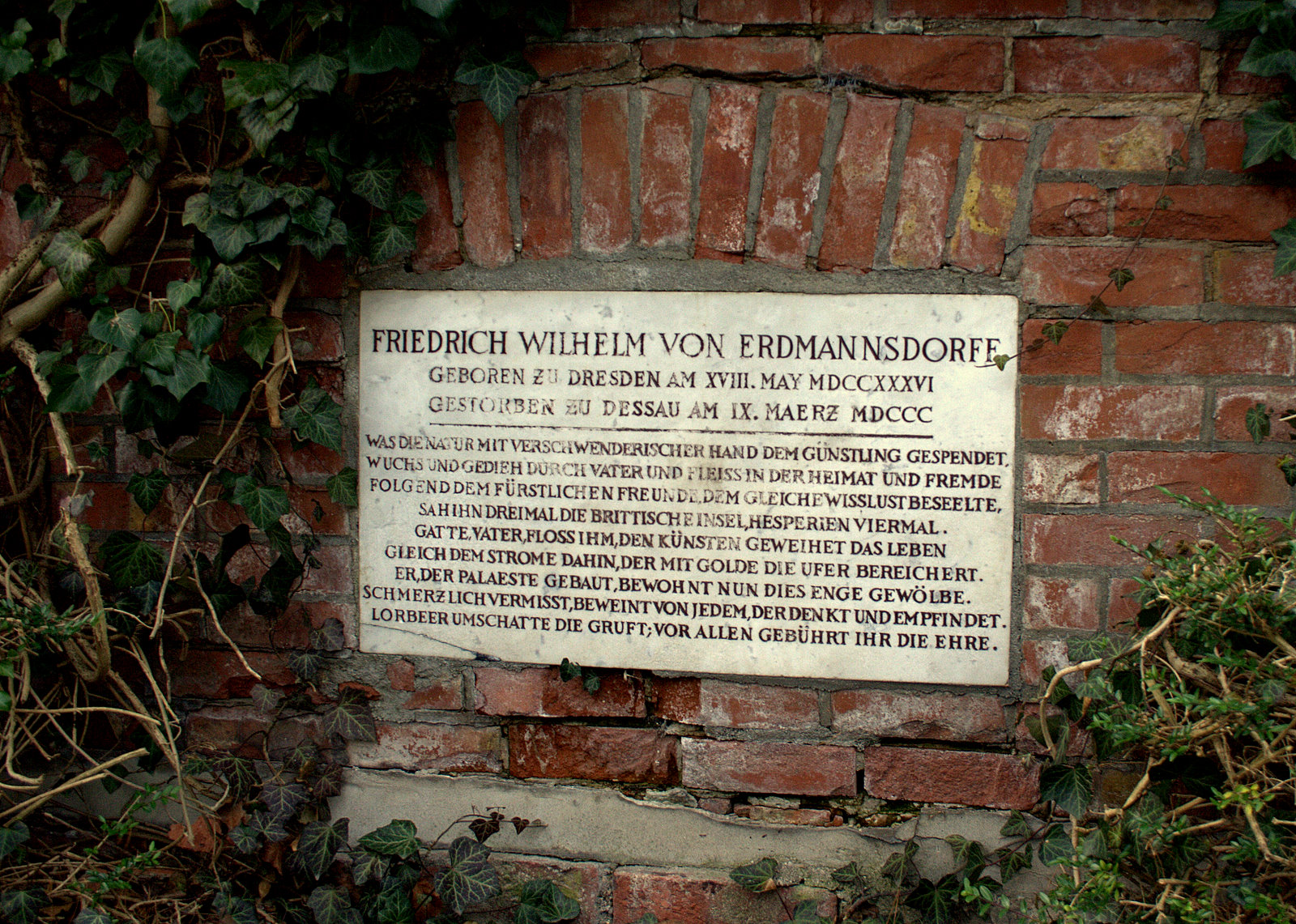
Płyta na grobie Friedricha Wilhelma von Erdmannsdorffa w Dessau

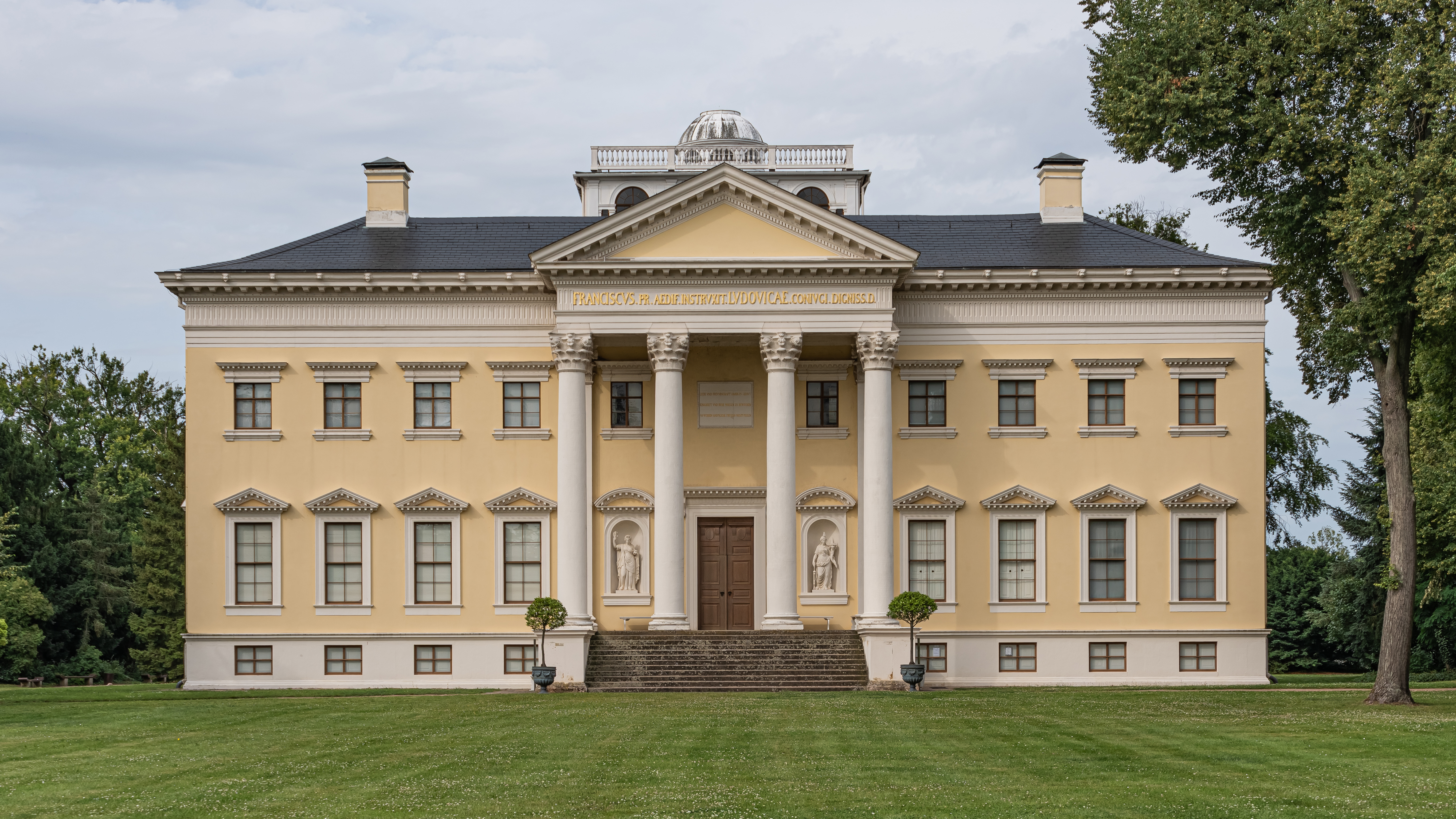
Pałac Wörlitz

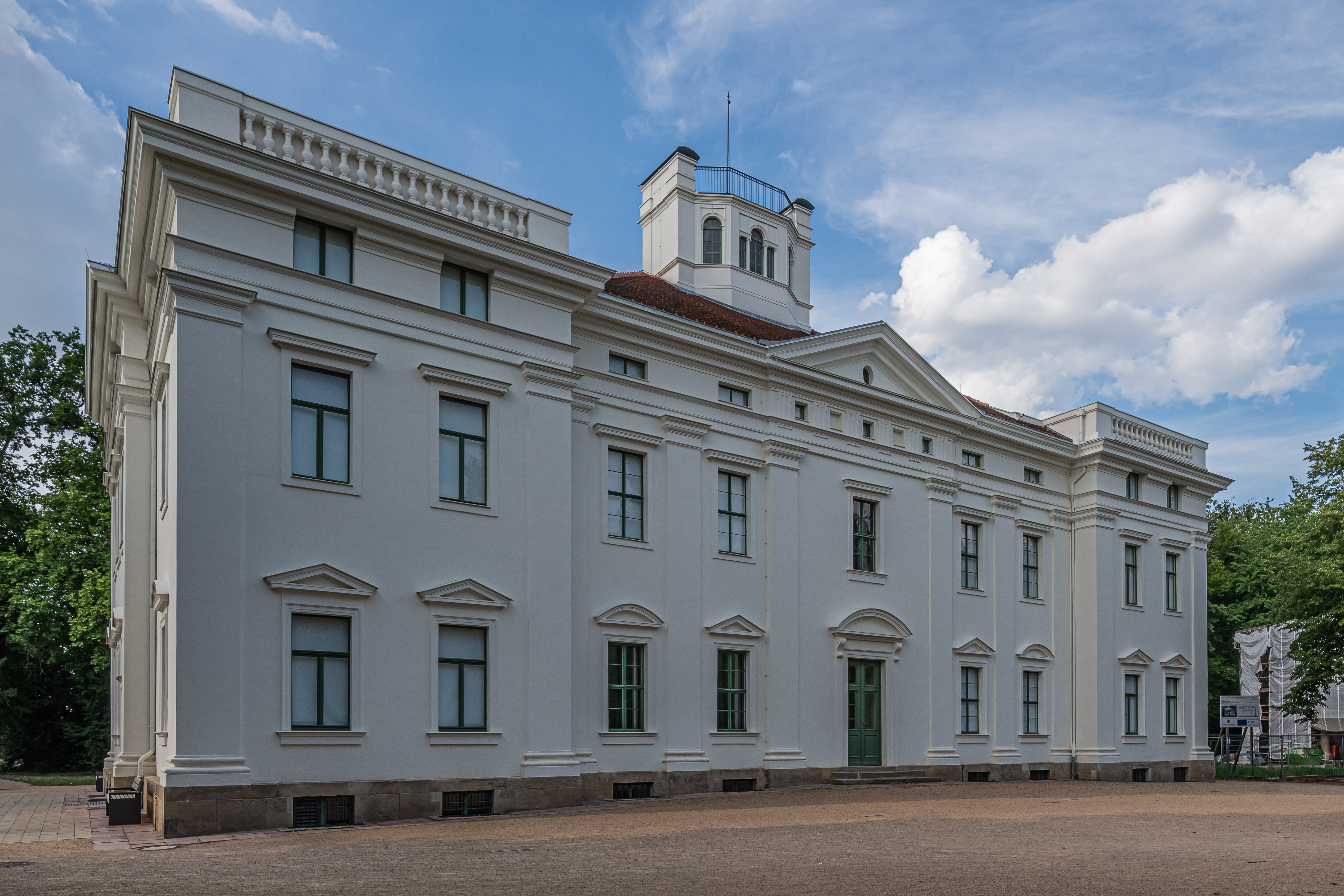
Pałac Georgium

Pozostając pod wrażeniem angielskiej sztuki ogrodowej, Franz rozpoczął ok. 1765 pierwsze projekty ogrodowe w stylu angielskim. Po ślubie z Luise von Brandenburg-Schwedt w 1767, książę wybrał Wörlitz na swoją siedzibę, gdzie zlecił von Erdmannsdorffowi projekt nowego pałacu i ogrodów w stylu angielskim, zainspirowany ogrodami Stourhead, Stowe i Claremont, widzianymi podczas podróży po Anglii. Pałac w Wörlitz był pierwszym wzniesionym w stylu klasycystycznym na terenie Niemiec (1769–1773). Von Erdmannsdorff zaprojektował go jako angielski dom wiejski, otoczony parkiem w stylu angielskim – pierwszym tego typu w Europie kontynentalnej.
W latach 1770–1771 von Erdmannsdorff udał się po raz trzeci do Włoch, by ukończyć rozpoczęte studia. W Rzymie spotykał się z artystami i archeologami, m.in. z Clérisseau, Piranesim i Hackertem. W 1775 i 1785 von Erdmannsdorff odbył wraz z Franzem kolejne dwie podróże do Anglii. Po powrocie często przebywał w Berlinie i Poczdamie, gdzie na zlecenie króla pruskiego Fryderyka Wilhelma II przeprowadzał renowację nieistniejącego już dziś Zamku Berlińskiego (niem. Berliner Schloss) w stylu klasycystycznym (1787–1789) i oraz prowadził przebudowę pokoju dziennego w pałacu Sanssouci. W 1782 ożenił się z Wilhelminą von Ahlimb, z którą miał dwie córki. W latach 1789–1790 udał się w kolejną podróż do Włoch z następcą tronu księstwa Braunschweigu, nabywając dla króla pruskiego wiele cennych dzieł sztuki. W 1790 pojechał z następcą tronu księstwa Dessau-Anhalt w dwumiesięczną podróż do Weimaru, Gothy, Kassel i Karlsruhe, a następnie osiadł w Dessau, gdzie spędził resztę życia.

## Działalność
Von Erdmannsdorff był prekursorem klasycyzmu w Niemczech – jego styl bazuje na studiach architektury antycznej i prac angielskich architektów neo-klasycznych. Jednym z jego uczniów był Friedrich Gilly, późniejszy nauczyciel Karola Fryderyka Schinkla.

### Wybrane dzieła
Wörlitz
- 1769–1773 Pałac Wörlitz
- 1773 Dom Gotycki (niem.  Gotisches Haus)[9]

Dessau
- 1774–1778 Pałac Luisium[10]
- po 1780 Pałac Georgium[11]
- 1794–1798 dawny teatr dworski (niem. Hoftheater)[12]